# Roussas
Roussas est une commune française située dans le département de la Drôme en région Auvergne-Rhône-Alpes.

## Géographie

### Localisation
Roussas est située à 10 km à l'ouest de Grignan (chef-lieu du canton), à 10 km à l'est de Donzère et à 20 km au sud de Montélimar.

### Hydrographie
La commune est arrosée par :
- la Vence, affluent de la Berre.
- le torrent du Moulon[1].

### Climat
Pour des articles plus généraux, voir Climat d'Auvergne-Rhône-Alpes et Climat de la Drôme.
En 2010, le climat de la commune est de type climat méditerranéen altéré, selon une étude du Centre national de la recherche scientifique s'appuyant sur une série de données couvrant la période 1971-2000. En 2020, Météo-France publie une typologie des climats de la France métropolitaine dans laquelle la commune est exposée à un climat méditerranéen et est dans la région climatique Provence, Languedoc-Roussillon, caractérisée par une pluviométrie faible en été, un très bon ensoleillement (2 600 h/an), un été chaud (21,5 °C), un air très sec en été, sec en toutes saisons, des vents forts (fréquence de 40 à 50 % de vents > 5 m/s) et peu de brouillards.
Pour la période 1971-2000, la température annuelle moyenne est de 13,3 °C, avec une amplitude thermique annuelle de 17,6 °C. Le cumul annuel moyen de précipitations est de 872 mm, avec 6,8 jours de précipitations en janvier et 3,6 jours en juillet. Pour la période 1991-2020, la température moyenne annuelle observée sur la station météorologique de Météo-France la plus proche, « Donzère », sur la commune de Donzère à 8 km à vol d'oiseau, est de 14,5 °C et le cumul annuel moyen de précipitations est de 826,1 mm,. Pour l'avenir, les paramètres climatiques de la commune estimés pour 2050 selon différents scénarios d'émission de gaz à effet de serre sont consultables sur un site dédié publié par Météo-France en novembre 2022.

## Urbanisme

### Typologie
Au 1er janvier 2024, Roussas est catégorisée commune rurale à habitat dispersé, selon la nouvelle grille communale de densité à 7 niveaux définie par l'Insee en 2022.
Elle est située hors unité urbaine. Par ailleurs la commune fait partie de l'aire d'attraction de Montélimar, dont elle est une commune de la couronne,. Cette aire, qui regroupe 45 communes, est catégorisée dans les aires de 50 000 à moins de 200 000 habitants,.

### Occupation des sols
L'occupation des sols de la commune, telle qu'elle ressort de la base de données européenne d’occupation biophysique des sols Corine Land Cover (CLC), est marquée par l'importance des forêts et milieux semi-naturels (49 % en 2018), en diminution par rapport à 1990 (53 %). La répartition détaillée en 2018 est la suivante : 
forêts (46,6 %), zones agricoles hétérogènes (33,6 %), cultures permanentes (10,1 %), mines, décharges et chantiers (4,5 %), milieux à végétation arbustive et/ou herbacée (2,4 %), zones urbanisées (1,9 %), espaces verts artificialisés, non agricoles (0,6 %), zones industrielles ou commerciales et réseaux de communication (0,2 %). L'évolution de l’occupation des sols de la commune et de ses infrastructures peut être observée sur les différentes représentations cartographiques du territoire : la carte de Cassini (XVIIIe siècle), la carte d'état-major (1820-1866) et les cartes ou photos aériennes de l'IGN pour la période actuelle (1950 à aujourd'hui).

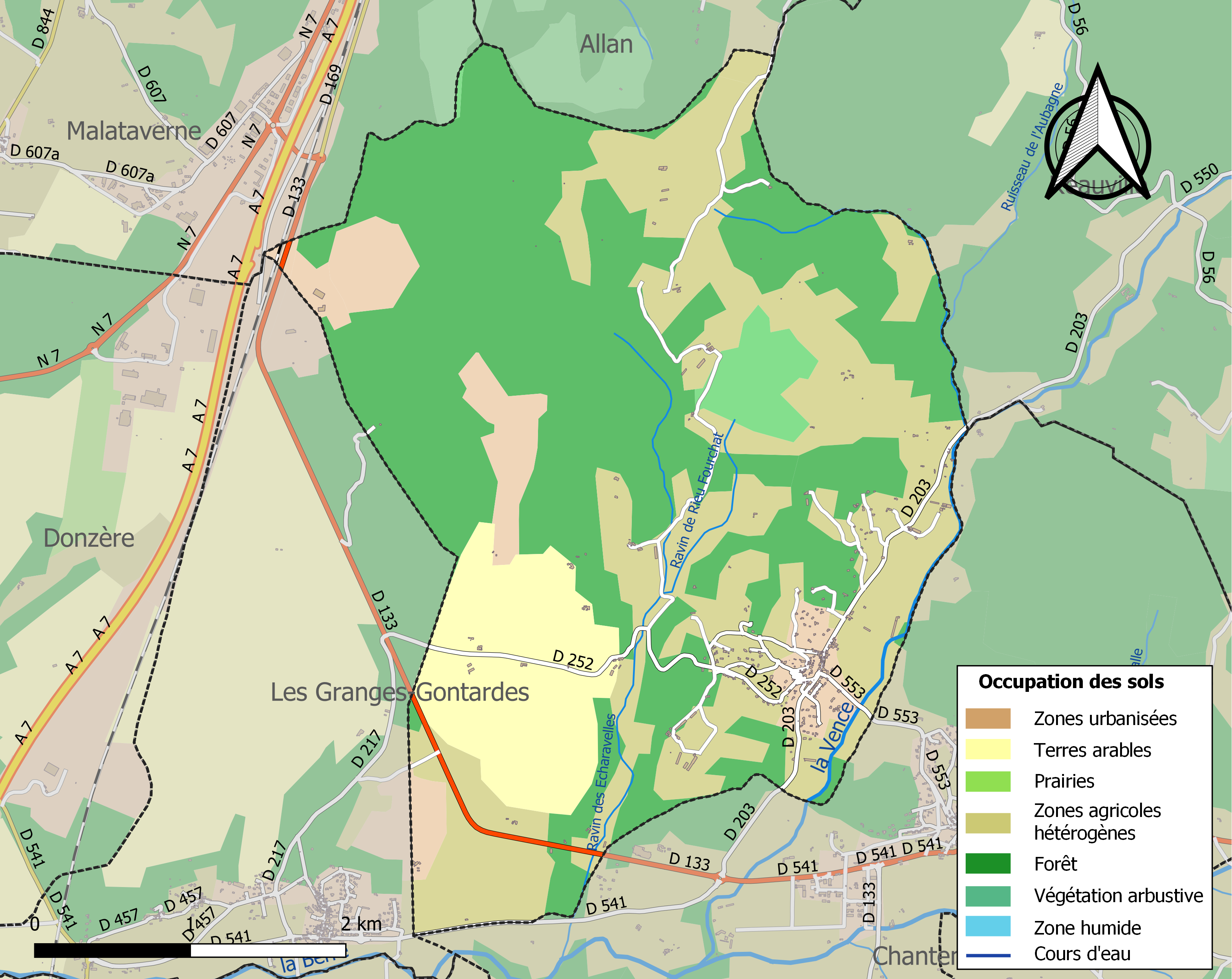
Carte des infrastructures et de l'occupation des sols de la commune en 2018 (CLC).

### Morphologie urbaine

#### Quartiers, hameaux et lieux-dits
Site Géoportail (carte IGN) :
- Agot
- Alligier
- Bernard
- Carrière
- Chapus
- Clairet
- Deloulle
- Domaine de l'Argelas
- Eyguebelle
- Farnier
- Grangeneuve
- Jaillet
- la Combe
- la Combe Braud
- Laffond
- la Mège
- la Renarde
- Larne
- la Tuilière
- l'Auvergnat
- le Béal
- le Cordeil
- le Lucas
- le Rieu de Crest
- les Claves
- les Coulombrières
- les Gravières
- les Grèzes
- les Planes
- les Sablières
- le Treillas
- Malabrette
- Moulon
- Ourouze
- Pié de Bert
- Plaury
- Ratavon
- Robert
- Sanctuaire Saint-Joseph
- Sausse
- Théolas
- Vergier

Anciens quartiers, hameaux et lieux-dits :
- Alligier est un quartier attesté en 1891. Il était dénommé Lallighier sive Lissart au XVIIe siècle (archives de la Drôme, E 3347)[14].

## Toponymie

### Attestations
Dictionnaire topographique du département de la Drôme :
- 1211 : Rossatz (cartulaire des templiers, 127).
- 1291 : castrum de Rossatio (Valbonnais, II, 59).
- 1298 : Rossassium (ann. d'Aiguebelle, I, 479).
- 1323 : Rossacium (archives des Bouches-du-Rhône, B 1519).
- 1336 : Rossacum (cartulaire de Montélimar, 43).
- 1342 : de Rossacio (ann. d'Aiguebelle, I, 537).
- 1442 : castrum de Rossas et de Rossa (choix de documents, 279).
- 1569 : Rosas (archives de la Drôme, E 3381).
- 1579 : Rosses (Bull. archéol.).
- 1891 : Roussas, commune du canton de Grignan.

## Histoire

### Antiquité: les Gallo-romains
- Vestiges gallo-romains[1].
- Nécropoles paléo-chrétiennes[1].

### Du Moyen Âge à la Révolution
La seigneurie :
- Au point de vue féodal, Roussas était une terre du fief des comtes de Valentinois et de l'arrière-fief du pape.
- Seconde moitié du XIIIe siècle : la terre, partagée en deux, est possédée en partie par les Decan d'Uzès et en partie par les Adhémar. Les abbés d'Aiguebelle y possèdent aussi des droits.
- 1281 : les abbés d'Aiguebelle partagent leurs droits avec les comtes de Provence.
- 1334 : la part des Adhémar appartient aux Gontard. Cette partie formera plus tard, avec une part de la terre de la Garde-Adhémar, celle des Granges-Gontardes).
  - 1476 : cette part passe aux Moreton.
- 1540 : la part des Decan d'Uzès passe (par mariage) aux Beaumont.
  - 1565 : une part est acquise par les Franchessin.
  - La part des Beaumont passe (par héritage) aux (du) Plan.
  - 1603 : la part des (du) Plan est vendue aux Escalin.
  - La part des Escalin passe presque aussitôt aux Martinel.
- 1645 : Roussas a deux co-seigneurs : les Martinel et les Chapuis.
- La part des Martinel passe aux Périssol.
  - 1690 : la part des Périssol passe (par mariage) aux Philibert.
  - 1755 : elle est vendue aux Bertet, derniers seigneurs de Roussas.

Pendant les guerres de Religion, Roussas est un repaire de brigands.

Le château de Roussas est pris par les huguenots. Ces guerres, qui enrichissent les nobles et appauvrissent le peuple, provoquent une guerre des paysans, qui s'arment dans tout le Valentinois et expulsent la troupe du château en 1579, avant que la répression nobiliaire et royale n'écrase le mouvement dans le sang l'année suivante.
La communauté de Roussas comprenait la plus grande partie du territoire des Granges-Gontardes qui est érigée en paroisse en 1695 et en communauté en 1788.
Avant 1790, Roussas était une communauté de l'élection de Montélimar, de la subdélégation de Saint-Paul-Trois-Châteaux et de la sénéchaussée de Montélimar.

Elle formait une paroisse du diocèse de Saint-Paul-Trois-Châteaux, dont la collation et les dîmes appartenaient au chapitre de Grignan en sa qualité de prieur de la Garde-Adhémar.

### De la Révolution à nos jours
En 1790, la commune est comprise dans le canton de Donzère. La réorganisation de l'an VIII (1799-1800) la place dans le canton de Grignan.

## Politique et administration

### Administration municipale
Le conseil municipal est composé du maire, de trois adjoints et de sept conseillers municipaux[source insuffisante].

### Liste des maires
| Période                                                                      | Période                       | Identité                               | Étiquette | Qualité        |
| ---------------------------------------------------------------------------- | ----------------------------- | -------------------------------------- | --------- | -------------- |
| Les données manquantes sont à compléter. : de la Révolution au Second Empire |                               |                                        |           |                |
| 1790                                                                         | 1871                          | ?                                      |           |                |
| Les données manquantes sont à compléter. : depuis la fin du Second Empire    |                               |                                        |           |                |
| 1871                                                                         | 1874                          | ?                                      |           |                |
| 1874                                                                         | 1878                          | ?                                      |           |                |
| 1878                                                                         | 1884                          | ?                                      |           |                |
| 1884                                                                         | 1888                          | ?                                      |           |                |
| 1888                                                                         | 1892                          | ?                                      |           |                |
| 1892                                                                         | 1896                          | ?                                      |           |                |
| 1896                                                                         | 1900                          | ?                                      |           |                |
| 1900                                                                         | 1904                          | ?                                      |           |                |
| 1904                                                                         | 1908                          | ?                                      |           |                |
| 1908                                                                         | 1912                          | ?                                      |           |                |
| 1912                                                                         | 1919                          | ?                                      |           |                |
| 1919                                                                         | 1925                          | ?                                      |           |                |
| 1925                                                                         | 1929                          | ?                                      |           |                |
| 1929                                                                         | 1935                          | ?                                      |           |                |
| 1935                                                                         | 1945                          | ?                                      |           |                |
| 1945                                                                         | 1947                          | ?                                      |           |                |
| 1947                                                                         | 1953                          | ?                                      |           |                |
| 1953                                                                         | 1959                          | ?                                      |           |                |
| 1959                                                                         | 1965                          | ?                                      |           |                |
| 1965                                                                         | 1971                          | ?                                      |           |                |
| 1971                                                                         | 1977                          | ?                                      |           |                |
| 1977                                                                         | 1983                          | ?                                      |           |                |
| 1983                                                                         | 1989                          | ?                                      |           |                |
| 1989                                                                         | 1995                          | ?                                      |           |                |
| 1995                                                                         | 2001                          | ?                                      |           |                |
| 2001                                                                         | 2008                          | René Plan                              |           |                |
| 2008                                                                         | 2014                          | ?                                      |           |                |
| 2014                                                                         | 2020                          | Christiane Robert                      | DVG       | fonctionnaire  |
| 2020                                                                         | En cours (au 23 février 2021) | Christiane Robert[source insuffisante] |           | maire sortante |

### Politique environnementale
La commune possède une déchetterie.

## Population et société

### Démographie
L'évolution du nombre d'habitants est connue à travers les recensements de la population effectués dans la commune depuis 1793. Pour les communes de moins de 10 000 habitants, une enquête de recensement portant sur toute la population est réalisée tous les cinq ans, les populations de référence des années intermédiaires étant quant à elles estimées par interpolation ou extrapolation. Pour la commune, le premier recensement exhaustif entrant dans le cadre du nouveau dispositif a été réalisé en 2007.

En 2022, la commune comptait 400 habitants, en évolution de +9,59 % par rapport à 2016 (Drôme : +2,64 %, France hors Mayotte : +2,11 %).
| 1793 | 1800 | 1806 | 1821 | 1831 | 1836 | 1841 | 1846 | 1851 |
| ---- | ---- | ---- | ---- | ---- | ---- | ---- | ---- | ---- |
| 376  | 372  | 404  | 444  | 471  | 448  | 422  | 426  | 382  |

| 1856 | 1861 | 1866 | 1872 | 1876 | 1881 | 1886 | 1891 | 1896 |
| ---- | ---- | ---- | ---- | ---- | ---- | ---- | ---- | ---- |
| 440  | 438  | 423  | 366  | 369  | 341  | 356  | 324  | 281  |

| 1901 | 1906 | 1911 | 1921 | 1926 | 1931 | 1936 | 1946 | 1954 |
| ---- | ---- | ---- | ---- | ---- | ---- | ---- | ---- | ---- |
| 282  | 280  | 270  | 259  | 207  | 179  | 186  | 202  | 171  |

| 1962 | 1968 | 1975 | 1982 | 1990 | 1999 | 2006 | 2007 | 2012 |
| ---- | ---- | ---- | ---- | ---- | ---- | ---- | ---- | ---- |
| 135  | 157  | 182  | 246  | 315  | 345  | 337  | 336  | 360  |

| 2017 | 2022 | - | - | - | - | - | - | - |
| ---- | ---- | - | - | - | - | - | - | - |
| 365  | 400  | - | - | - | - | - | - | - |

### Services et équipements
La commune de Roussas possède différentes infrastructures :
- Une bibliothèque libre d'accès aux horaires d'ouverture où l'on peut consulter et emprunter des documents et ouvrages.
- Une salle des fêtes qui peut accueillir 220 personnes.
- Une salle polyvalente assez grande pour 40 personnes et se trouvant en dessous de la mairie.
- Une salle des associations d'une capacité de 130 personnes.

### Enseignement
Relevant de l'académie de Grenoble, l'école communale regroupe les classes de maternelle et de primaire. Elle possède une cantine.

### Manifestations culturelles et festivités
- Fête : les premier et second dimanches d'octobre[1].

### Loisirs
- Randonnées (chemins forestiers)[1].

### Sports
- Un stade de football en gazon naturel avec des tribunes pouvant contenir 400 personnes[23]. Il sert de lieu d'entraînement à l'équipe fusionnée A.S.Roussas - Granges-Gontardes[24].

### Cultes
Roussas possédait un séminaire des vocations tardives jusqu'en 1973.

## Économie

### Agriculture
En 1992 : céréales, vignes (vins AOC Coteaux du Tricastin), lavande (distilleries), ovins.

### Commerce
- La Table de Roussas, restaurant, bar, épicerie[réf. nécessaire].

## Culture locale et patrimoine

### Lieux et monuments
- Donjon ruiné (IMH)[1].
- Vestiges de l'ancien village défensif perché[1].
- Ancienne chapelle gothique (IMH) : linteau pré-roman[1] (voir aussi Chapelle Saint-Germain de Roussas).
- Château du XVIe siècle[1].
- Église du XIXe siècle[1] : église paroissiale Saint-Germain[25]
- Chapelle Saint-Joseph (XIXe siècle), lieu de pèlerinage[1]. Elle est située à proximité du château, au sommet de la colline. Elle a été érigée entre 1875 et 1902. On y trouve l'une des dernières orgues pneumatiques[26],[27].

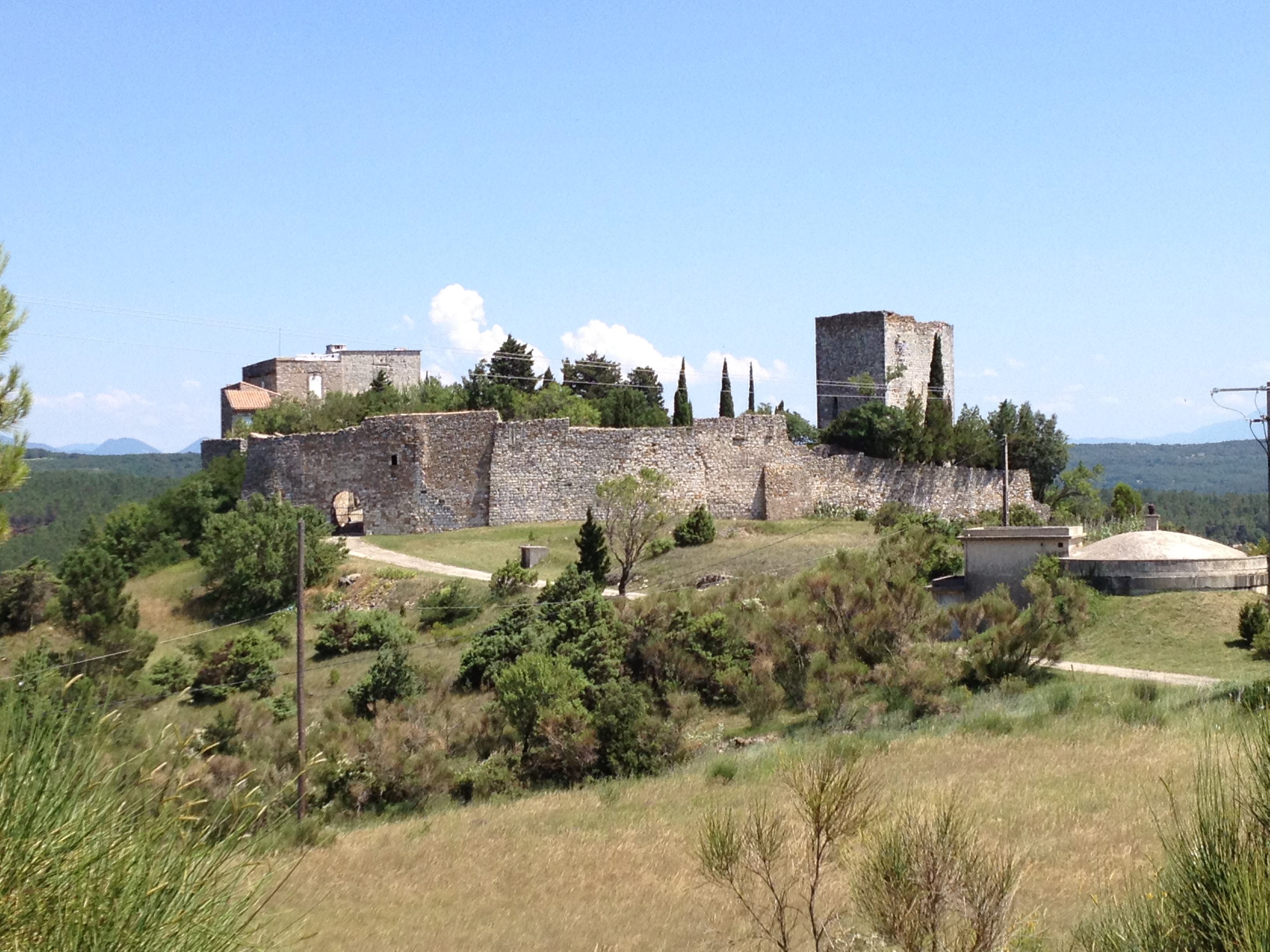
Le château.
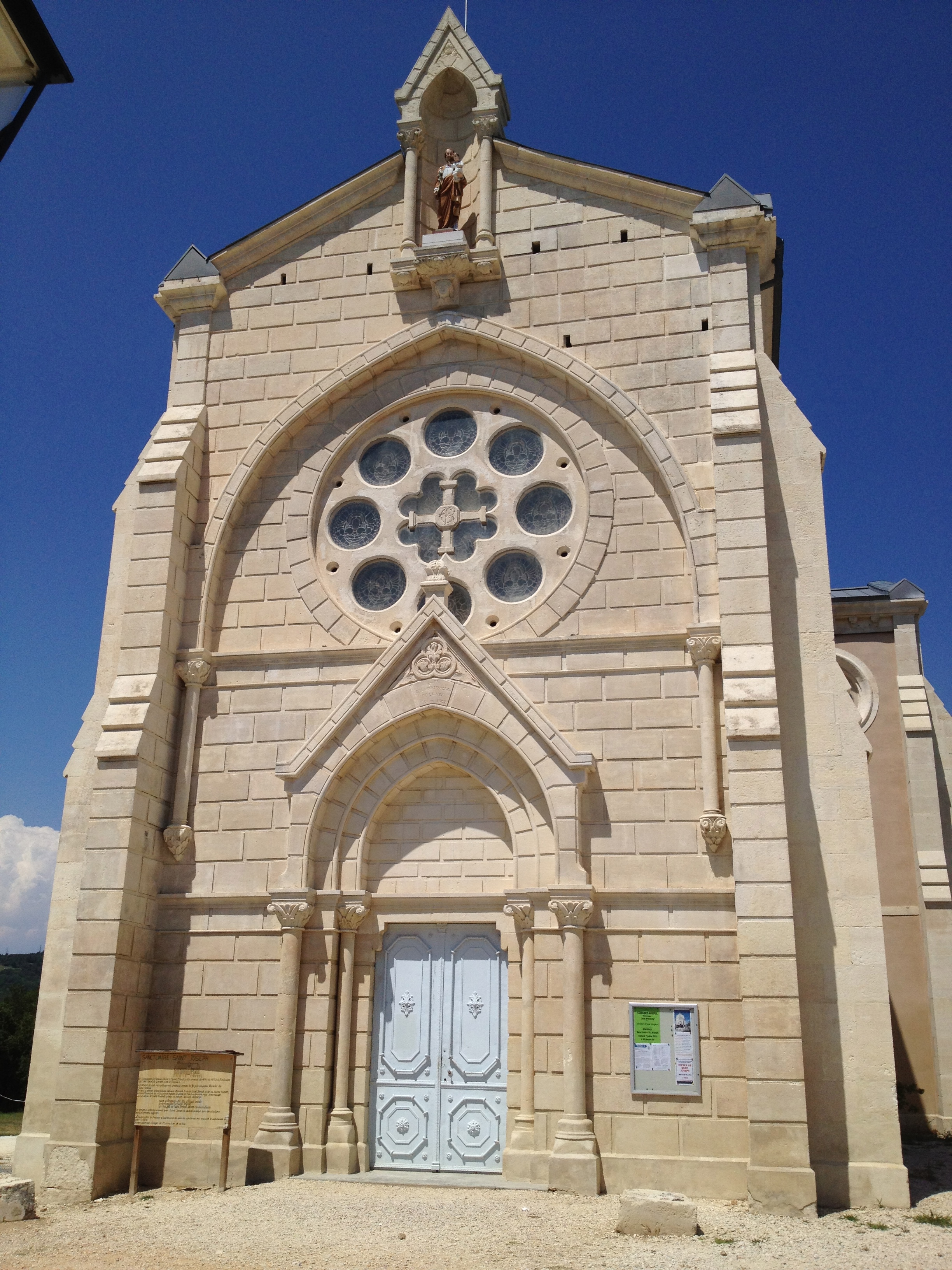
Le sanctuaire Saint-Joseph.

### Patrimoine naturel
- Le « canyon » du torrent du Moulon[1].

### Héraldique, logotype et devise
| Blason de Roussas | Blason  | D'argent à l'épée basse de gueules posée en bande passée en sautoir avec une lance d'azur au guidon d'or, à la couronne d'or brochant en coeur; le tout enfermé dans un trécheur de gueules. |
| Blason de Roussas | Détails | Le statut officiel du blason reste à déterminer. |